# Dubbelfaculteit
De dubbelfaculteit is een wiskundige functie vergelijkbaar met die van de 'gewone' faculteit. De dubbelfaculteit van {\displaystyle n} wordt genoteerd als {\displaystyle n!!} en is recursief gedefinieerd door:
{\displaystyle {\begin{cases}0!!=1\\1!!=1\\n!!=n((n-2)!!)&{\mbox{als }}n\geq 2.\end{cases}}}
Zo is: {\displaystyle {\ce {8!!\ =\ 8.6.4.2\ =\ 384}}} en {\displaystyle {\ce {9!!\ =\ 9.7.5.3.1\ =\ 945}}}.
Dubbelfaculteiten zijn te vinden op de website van de On-Line Encyclopedia of Integer Sequences. De rij dubbelfaculteiten begint met
1, 1, 2, 3, 8, 15, 48, 105, 384, 945, 3840, ...
De dubbelfaculteit is ingevoerd om de vaak in formules voorkomende producten van even of oneven getallen gemakkelijk te kunnen noteren.

## Eigenschappen
{\displaystyle n!=n!!(n-1)!!}
{\displaystyle (2n)!!=2^{n}n!}
{\displaystyle (2n+1)!!={(2n+1)! \over (2n)!!}={(2n+1)! \over 2^{n}n!}}
{\displaystyle \Gamma \left(n+{\tfrac {1}{2}}\right)={\sqrt {\pi }}{(2n-1)!! \over 2^{n}}}

### Let op
De dubbelfaculteit {\displaystyle n!!} moet niet opgevat worden als de faculteit van {\displaystyle n!}, die geschreven wordt als {\displaystyle (n!)!} of als {\displaystyle n!^{(2)}}, en die voor {\displaystyle n>2} veel groter is dan de dubbelfaculteit.